# Condado de Osage (Oklahoma)
O Condado de Osage é um dos 77 condados do Estado americano do Oklahoma. A sede do condado é Pawhuska, que é também a sua maior cidade.
O condado tem uma área de 5967 km² (dos quais 137 km² estão cobertos por água), uma população de 44 437 habitantes, e uma densidade populacional de 8 hab/km² (segundo o censo nacional de 2000). O condado foi fundado em 1907. O seu nome provém da tribo ameríndia Osage. Todo o seu território fica na reserva indígena denominada Nação Osage, pelo que é um dos nove condados dos Estados Unidos nesta situação (e um dos seis que pertence a uma só reserva indígena).

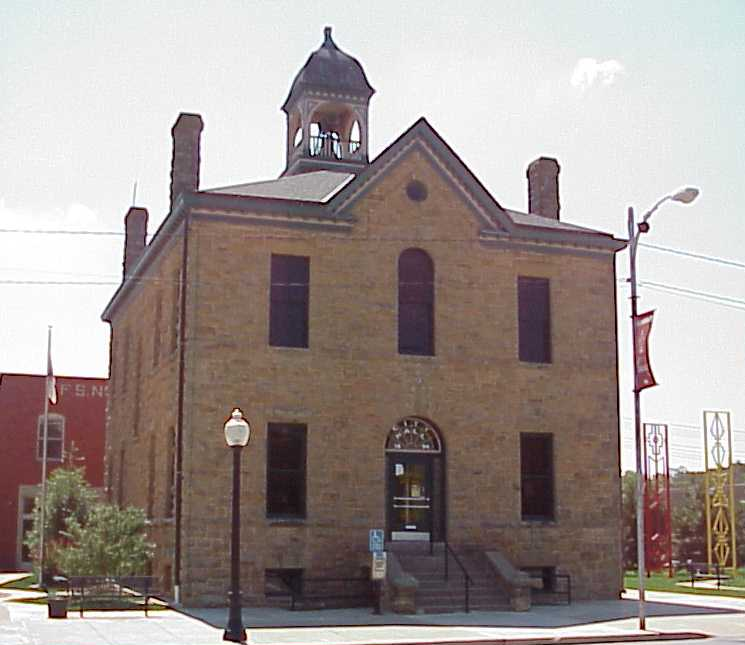
O City Hall em Pawhuska, condado de Osage, Oklahoma.